# Hexicorridor

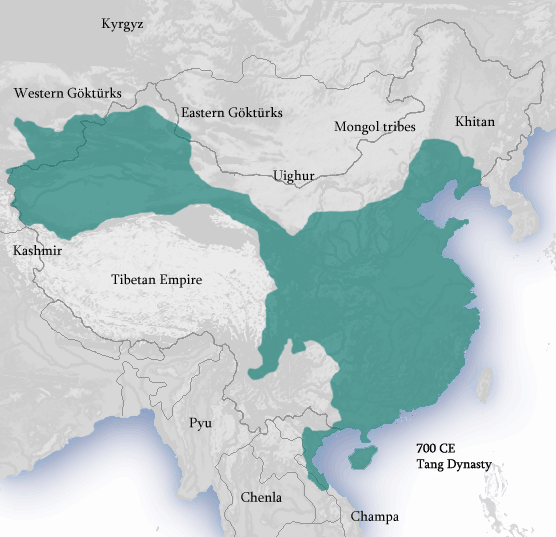
China tijdens de Tang-dynastie. De Hexicorridor is de smalle strook die historisch China verbond met de Westelijke Gebieden.

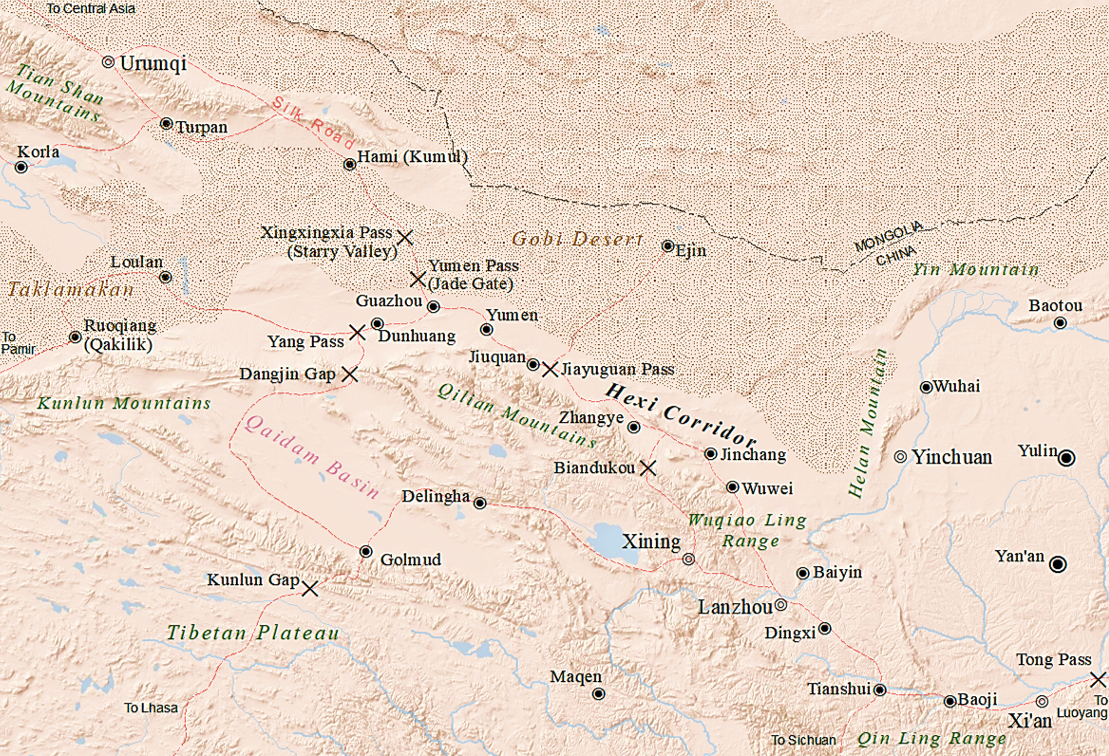
detailkaart

De Hexicorridor (Chinees: 河西走廊, Pinyin: Héxī Zǒuláng) of Gansucorridor (甘肅 走廊 / 甘肃 走廊, Gānsù Zǒuláng) is een corridor in de provincie Gansu in China. Hij heeft een oppervlakte van ongeveer 215.000 km². Als onderdeel van de zijderoute was hij een belangrijke verbinding tussen historisch China en Centraal-Azië.
De corridor bevindt zich ten noordwesten van het stroomgebied van de Gele Rivier en vormt een smalle, langgerekte doorgang van meer dan 1000 kilometer lang en tot 100 kilometer breed tussen het Qilian Shan-gebergte (de noordelijke grens van het Tibetaans Hoogland) in het zuiden en de Longshou Shan en Heli Shan in het noorden. Hij strekt zich uit van de steile hellingen van de Wushaoling bij de huidige stad Lanzhou in het oosten tot de zogenaamde Pas van de Jaden Poort (Yumenguan) op de grens van Gansu en Xinjiang in het westen. Hier geeft de corridor toegang tot de vlakte van Hami, het oostelijke deel van de Turpan-Hamilaagte.
Hij wordt doorstroomt door de rivieren Hei He en Shule. Door het smeltwater uit de Qilian Shan, waarvan de gletsjers de bronnen van de rivieren voeden, zijn in een aantal oases landbouw en veeteelt mogelijk. De vruchtbare oases zijn meest omgeven door woestijn en halfwoestijn. Steden zijn (van oost naar west) Lanzhou, Wuwei, Jinchang, Zhangye, Jiuquan, Jiayuguan, Yumen en ten slotte  Dunhuang in het westen.
Sinds 2014 loopt de hogesnelheidslijn Lanzhou-Ürümqi door de corridor.